# Desa Tambun
Desa Tambun är en administrativ by i Indonesien.   Den ligger i provinsen Jawa Barat, i den västra delen av landet, 25 km öster om huvudstaden Jakarta.